# Зизелен
Зизелен (нем. Siselen) — коммуна в Швейцарии, в кантоне Берн. 
Входит в состав округа Эрлах. Население составляет 593 человека (на 31 декабря 2006 года). Официальный код — 0499.

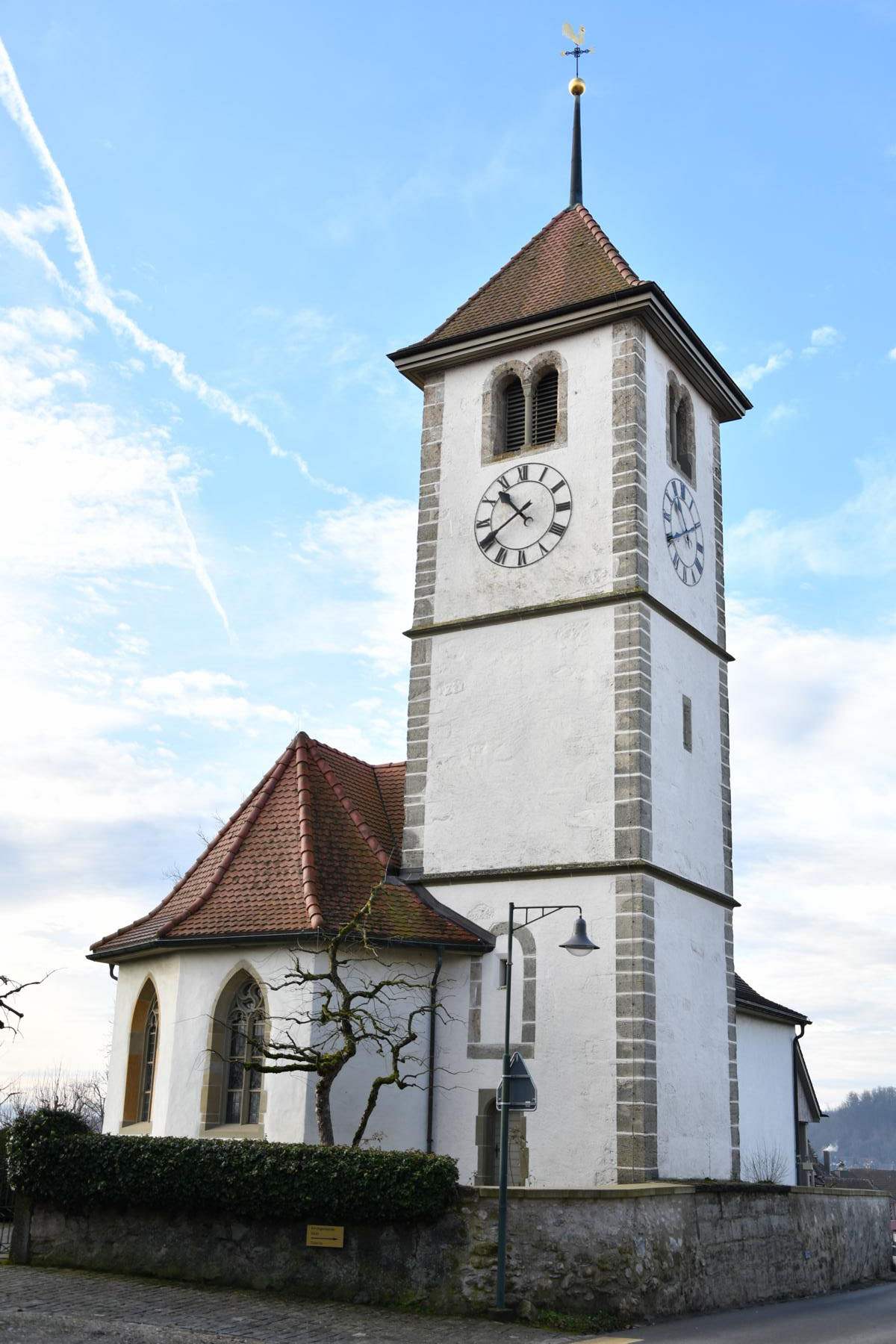
Зизелен